# Gerry Gray
Gerard "Gerry" Gray (Glasgow; 20 de enero de 1961) es un exjugador y entrenador canadiense nacido en Escocia.
En abril de 2001, fue incluido en el Salón de la Fama del Fútbol Canadiense y nombrado el Atleta Profesional del Año de Ontario en 1980, y fue incluido en el Salón de la Fama del Deporte de Mississauga en 1995.
El 8 de abril de 2010, fue nombrado entrenador del Tacoma FC de la USL Premier Development League.

## Trayectoria
Se mudó a Toronto, Ontario, con su familia a la edad de 12 años y jugó para varios equipos en Canadá y Estados Unidos en la NASL. En 1982, fue incluido en el primer equipo All-Star.
También jugó fútbol sala en la MISL para el Chicago Sting y para Tacoma Stars. Volvió a jugar al aire libre en la Canadian Soccer League con el Ottawa Intrepid en 1988, los Hamilton Steelers en 1989, Toronto Blizzard en 1990, con Steelers y luego con Blizzard nuevamente en 1991.

## Selección nacional
Fue miembro de la selección juvenil que jugó en el Campeonato Mundial Juvenil de la FIFA de 1979 en Japón. Hizo su debut con la mayor el 15 de septiembre de 1980 en una victoria por 4-0 contra Nueva Zelanda en un partido amistoso en Vancouver.

### Participaciones en Juegos Olímpicos
| Torneo                   | Sede        | Resultado        |
| ------------------------ | ----------- | ---------------- |
| Juegos Olímpicos de 1984 | Los Ángeles | Cuartos de final |

### Participaciones en Copas del Mundo
| Mundial                                | Sede   | Resultado    |
| -------------------------------------- | ------ | ------------ |
| Copa Mundial de Fútbol Juvenil de 1979 | Japón  | Primera fase |
| Copa Mundial de Fútbol de 1986         | México | Primera fase |

### Partidos y goles internacionales
| \| N.º \| Fecha \| Ciudad \| Local \| Res. \| Visitante \| Competición \| Goles \| \| --- \| ------------------------ \| ------------------- \| ----------------- \| --------- \| -------------- \| ------------------------------------------ \| ------- \| \| 1 \| 15 de septiembre de 1980 \| Vancouver \| Canadá \| 4:0 \| Nueva Zelanda \| Amistoso \| - \| \| 2 \| 17 de septiembre de 1980 \| Edmonton \| Canadá \| 3:0 \| Nueva Zelanda \| Amistoso \| - \| \| 3 \| 18 de octubre de 1980 \| Toronto \| Canadá \| 1:1 \| México \| Clasificación para la Copa Mundial de 1982 \| - \| \| 4 \| 25 de octubre de 1980 \| Fort Lauderdale \| Estados Unidos \| 0:0 \| Canadá \| Clasificación para la Copa Mundial de 1982 \| - \| \| 5 \| 1 de noviembre de 1980 \| Vancouver \| Canadá \| 2:1 \| Estados Unidos \| Clasificación para la Copa Mundial de 1982 \| - \| \| 6 \| 9 de noviembre de 1980 \| Tegucigalpa \| Honduras \| 2:0 \| Canadá \| Amistoso \| - \| \| 7 \| 11 de noviembre de 1980 \| Ciudad de Guatemala \| Guatemala \| 0:1 \| Canadá \| Amistoso \| - \| \| 8 \| 16 de noviembre de 1980 \| Ciudad de México \| México \| 1:1 \| Canadá \| Clasificación para la Copa Mundial de 1982 \| Anotado \| \| 9 \| 12 de octubre de 1981 \| San Fernando \| Trinidad y Tobago \| 2:4 \| Canadá \| Amistoso \| - \| \| 10 \| 2 de noviembre de 1981 \| Tegucigalpa \| Canadá \| 1:1 \| El Salvador \| Campeonato de Naciones de 1981 \| - \| \| 11 \| 6 de noviembre de 1981 \| Tegucigalpa \| Canadá \| 1:1 \| Haití \| Campeonato de Naciones de 1981 \| - \| \| 12 \| 12 de noviembre de 1981 \| Tegucigalpa \| Honduras \| 2:1 \| Canadá \| Campeonato de Naciones de 1981 \| - \| \| 13 \| 15 de noviembre de 1981 \| Tegucigalpa \| México \| 1:1 \| Canadá \| Campeonato de Naciones de 1981 \| - \| \| 14 \| 21 de noviembre de 1981 \| Tegucigalpa \| Cuba \| 2:2 \| Canadá \| Campeonato de Naciones de 1981 \| - \| \| 15 \| 12 de junio de 1983 \| Vancouver \| Canadá \| 0:2 \| Escocia \| Amistoso \| - \| \| 16 \| 16 de junio de 1983 \| Edmonton \| Canadá \| 0:3 \| Escocia \| Amistoso \| - \| \| 17 \| 20 de junio de 1983 \| Toronto \| Canadá \| 0:2 \| Escocia \| Amistoso \| - \| \| 18 \| 25 de julio de 1984 \| Edmonton \| Canadá \| 0:0 \| Chile \| Amistoso \| - \| \| 19 \| 27 de abril de 1986 \| Ciudad de México \| México \| 3:0 \| Canadá \| Amistoso \| - \| \| 20 \| 10 de mayo de 1986 \| Toronto \| Canadá \| 2:0 \| Gales \| Amistoso \| Anotado \| \| 21 \| 19 de mayo de 1986 \| Vancouver \| Canadá \| 0:3 \| Gales \| Amistoso \| - \| \| 22 \| 24 de mayo de 1986 \| Vancouver \| Canadá \| 0:1 \| Inglaterra \| Amistoso \| - \| \| 23 \| 6 de junio de 1986 \| Irapuato \| Hungría \| 2:0 \| Canadá \| Copa Mundial de 1986 \| - \| \| 24 \| 9 de junio de 1986 \| Irapuato \| Unión Soviética \| 2:0 \| Canadá \| Copa Mundial de 1986 \| - \| \| 25 \| 19 de mayo de 1988 \| Montreal \| Canadá \| 0:1 \| Grecia \| Amistoso \| - \| \| 26 \| 22 de mayo de 1988 \| Toronto \| Canadá \| 0:3 \| Grecia \| Amistoso \| - \| \| 27 \| 25 de mayo de 1988 \| Toronto \| Canadá \| 1:0 \| Chile \| Amistoso \| - \| \| 28 \| 28 de mayo de 1988 \| Toronto \| Canadá \| 0:0 (4:2) \| Grecia \| Amistoso \| - \| \| 29 \| 17 de junio de 1988 \| Montreal \| Canadá \| 0:1 \| Costa Rica \| Amistoso \| - \| \| 30 \| 2 de octubre de 1988 \| Puerto España \| Trinidad y Tobago \| 1:2 \| Canadá \| Amistoso \| - \| \| 31 \| 9 de octubre de 1988 \| Ciudad de Guatemala \| Guatemala \| 1:0 \| Canadá \| Clasificación para la Copa Mundial de 1990 \| - \| \| 32 \| 15 de octubre de 1988 \| Vancouver \| Canadá \| 3:2 \| Guatemala \| Clasificación para la Copa Mundial de 1990 \| - \| \| 33 \| 9 de junio de 1989 \| Montreal \| Canadá \| 0:2 \| Bélgica \| Amistoso \| - \| \| 34 \| 14 de marzo de 1991 \| Los Ángeles \| Canadá \| 0:3 \| México \| Copa de Naciones Norteamericana 1991 \| - \| \| 35 \| 16 de marzo de 1991 \| Los Ángeles \| Estados Unidos \| 2:0 \| Canadá \| Copa de Naciones Norteamericana 1991 \| - \| |                          |                     |                   |           |                |                                            |         |
| N.º | Fecha                    | Ciudad              | Local             | Res.      | Visitante      | Competición                                | Goles   |
| 1 | 15 de septiembre de 1980 | Vancouver           | Canadá            | 4:0       | Nueva Zelanda  | Amistoso                                   | -       |
| 2 | 17 de septiembre de 1980 | Edmonton            | Canadá            | 3:0       | Nueva Zelanda  | Amistoso                                   | -       |
| 3 | 18 de octubre de 1980    | Toronto             | Canadá            | 1:1       | México         | Clasificación para la Copa Mundial de 1982 | -       |
| 4 | 25 de octubre de 1980    | Fort Lauderdale     | Estados Unidos    | 0:0       | Canadá         | Clasificación para la Copa Mundial de 1982 | -       |
| 5 | 1 de noviembre de 1980   | Vancouver           | Canadá            | 2:1       | Estados Unidos | Clasificación para la Copa Mundial de 1982 | -       |
| 6 | 9 de noviembre de 1980   | Tegucigalpa         | Honduras          | 2:0       | Canadá         | Amistoso                                   | -       |
| 7 | 11 de noviembre de 1980  | Ciudad de Guatemala | Guatemala         | 0:1       | Canadá         | Amistoso                                   | -       |
| 8 | 16 de noviembre de 1980  | Ciudad de México    | México            | 1:1       | Canadá         | Clasificación para la Copa Mundial de 1982 | Anotado |
| 9 | 12 de octubre de 1981    | San Fernando        | Trinidad y Tobago | 2:4       | Canadá         | Amistoso                                   | -       |
| 10 | 2 de noviembre de 1981   | Tegucigalpa         | Canadá            | 1:1       | El Salvador    | Campeonato de Naciones de 1981             | -       |
| 11 | 6 de noviembre de 1981   | Tegucigalpa         | Canadá            | 1:1       | Haití          | Campeonato de Naciones de 1981             | -       |
| 12 | 12 de noviembre de 1981  | Tegucigalpa         | Honduras          | 2:1       | Canadá         | Campeonato de Naciones de 1981             | -       |
| 13 | 15 de noviembre de 1981  | Tegucigalpa         | México            | 1:1       | Canadá         | Campeonato de Naciones de 1981             | -       |
| 14 | 21 de noviembre de 1981  | Tegucigalpa         | Cuba              | 2:2       | Canadá         | Campeonato de Naciones de 1981             | -       |
| 15 | 12 de junio de 1983      | Vancouver           | Canadá            | 0:2       | Escocia        | Amistoso                                   | -       |
| 16 | 16 de junio de 1983      | Edmonton            | Canadá            | 0:3       | Escocia        | Amistoso                                   | -       |
| 17 | 20 de junio de 1983      | Toronto             | Canadá            | 0:2       | Escocia        | Amistoso                                   | -       |
| 18 | 25 de julio de 1984      | Edmonton            | Canadá            | 0:0       | Chile          | Amistoso                                   | -       |
| 19 | 27 de abril de 1986      | Ciudad de México    | México            | 3:0       | Canadá         | Amistoso                                   | -       |
| 20 | 10 de mayo de 1986       | Toronto             | Canadá            | 2:0       | Gales          | Amistoso                                   | Anotado |
| 21 | 19 de mayo de 1986       | Vancouver           | Canadá            | 0:3       | Gales          | Amistoso                                   | -       |
| 22 | 24 de mayo de 1986       | Vancouver           | Canadá            | 0:1       | Inglaterra     | Amistoso                                   | -       |
| 23 | 6 de junio de 1986       | Irapuato            | Hungría           | 2:0       | Canadá         | Copa Mundial de 1986                       | -       |
| 24 | 9 de junio de 1986       | Irapuato            | Unión Soviética   | 2:0       | Canadá         | Copa Mundial de 1986                       | -       |
| 25 | 19 de mayo de 1988       | Montreal            | Canadá            | 0:1       | Grecia         | Amistoso                                   | -       |
| 26 | 22 de mayo de 1988       | Toronto             | Canadá            | 0:3       | Grecia         | Amistoso                                   | -       |
| 27 | 25 de mayo de 1988       | Toronto             | Canadá            | 1:0       | Chile          | Amistoso                                   | -       |
| 28 | 28 de mayo de 1988       | Toronto             | Canadá            | 0:0 (4:2) | Grecia         | Amistoso                                   | -       |
| 29 | 17 de junio de 1988      | Montreal            | Canadá            | 0:1       | Costa Rica     | Amistoso                                   | -       |
| 30 | 2 de octubre de 1988     | Puerto España       | Trinidad y Tobago | 1:2       | Canadá         | Amistoso                                   | -       |
| 31 | 9 de octubre de 1988     | Ciudad de Guatemala | Guatemala         | 1:0       | Canadá         | Clasificación para la Copa Mundial de 1990 | -       |
| 32 | 15 de octubre de 1988    | Vancouver           | Canadá            | 3:2       | Guatemala      | Clasificación para la Copa Mundial de 1990 | -       |
| 33 | 9 de junio de 1989       | Montreal            | Canadá            | 0:2       | Bélgica        | Amistoso                                   | -       |
| 34 | 14 de marzo de 1991      | Los Ángeles         | Canadá            | 0:3       | México         | Copa de Naciones Norteamericana 1991       | -       |
| 35 | 16 de marzo de 1991      | Los Ángeles         | Estados Unidos    | 2:0       | Canadá         | Copa de Naciones Norteamericana 1991       | -       |

## Clubes
| Club                       | País           | Año       |
| -------------------------- | -------------- | --------- |
| Vancouver Whitecaps        | Canadá         | 1980-1982 |
| Golden Bay Earthquakes     | Estados Unidos | 1982-1983 |
| Montreal Manic             | Canadá         | 1983      |
| New York Cosmos            | Estados Unidos | 1983-1984 |
| Chicago Sting              | Estados Unidos | 1984-1985 |
| Tacoma Stars               | Estados Unidos | 1985-1987 |
| St. Louis Steamers         | Estados Unidos | 1987-1988 |
| Ottawa Intrepid            | Canadá         | 1988      |
| Hamilton Steelers          | Canadá         | 1989      |
| Tacoma Stars               | Estados Unidos | 1989-1990 |
| Toronto Blizzard           | Canadá         | 1990-1991 |
| Hamilton Steelers (cesión) | Canadá         | 1991      |